# Fritz Bracht

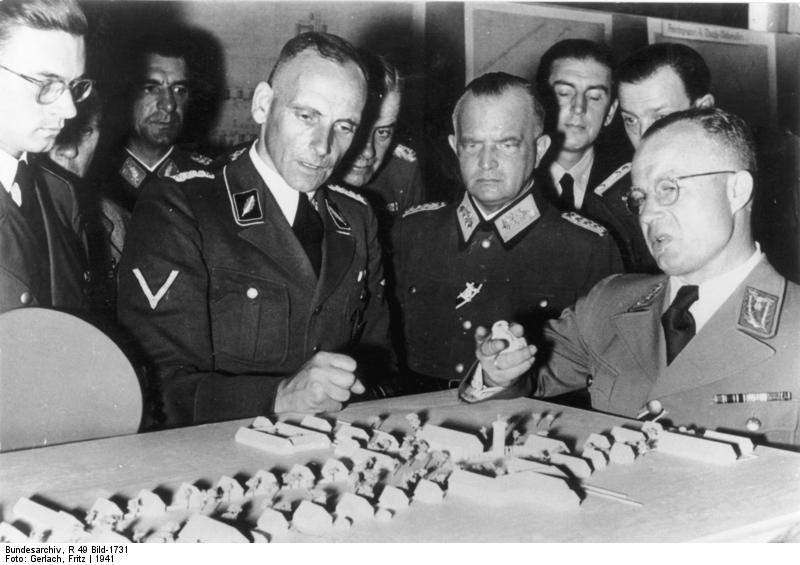

Fritz Bracht (n. 18 ianuarie 1899, Lage, Renania de Nord-Westfalia, Germania – d. 9 mai 1945, Kudowa-Zdrój, Voievodatul Silezia Inferioară, Polonia) a fost din 1941 gauleiter-ul nazist din Silezia Superioară.

## Biografie
Tatăl lui Bracht era muncitor. După școala generală între 1905 și 1914 a învățat meseria grădinarului. În feb. 1917 s-a hotărât să participe la Primul Război Mondial ca voluntar. Până-n noiembrie 1918 a primit și Crucea de Fier (cl. a II-a) și Medalia Luptătorului de pe Front, aflându-se după război mai bine ca un an ca prizonier la englezi. În timpul Republicii de la Weimar a muncit mai cu seamă ca lăcătuș de mașini grele (în condițiile în care nu era nimic de găsit în domeniul lui). S-a însurat fie la sfârșitul anilor ´20 fie la începutul anilor ´30, din relația aceasta a rezultat și un copil.
Pe data de 1 aprilie 1927 a intrat în Partidul Național-Socialist German al Muncitorilor (NSDAP) cu numărul de membru 77.890 devenind și "Sturmführer" din cadrul SA-ului. A condus partidul în localitatea Plettenberg (1928 - 31) și în același timp în Sauerland (pe plan de district). Între 1929 și 1933 a reprezentat partidul în consiliul orășenesc din Plettenberg. De la 1 martie 1931 până la 30 aprilie 1935 a făcut parte din conducerea partidului din circumscripția Altena iar din 24 aprilie 1932 până la 14 octombrie 1933 era membru al Landtag-ului prusac.
După preluarea puterii de către naziști Bracht pe 12 noiembrie 1933 a intrat și în Reichstag-ul german (de atunci deja lipsit de putere politică).
Și în cadrul SA-ului a capătat repede mai multe funcții importante: Sturmbannführer (15 octombrie 1933), Brigadeführer (30 aprilie 1938) apoi Gruppenführer (30 ianuarie 1941) și, în fine, Obergruppenführer (20 aprilie 1944).
Din data de 1 mai 1935 a primit și funcția adjunctului gauleiter-ului din Silezia. După scoaterea din funcție a gauleiter-ului Josef Wagner (1940) din data de 27 aprilie 1940 Bracht era însarcinat cu conducerea provinciei Silesia (care urma să fie împărțită mai târziu în Silesia Superioară și Silesia Inferioară). Pe data de 27 ianuarie 1941 Bracht a preluat conducerea Silesiei Superioare cu sediu la Kattowitz. Din 9 februarie 1941 era și președintele suprem al provinciei prusace Silesia Superioară. Erau legate de funcția aceasta și alte obligații: astfel a activat ca comisar pentru locuințe ( ca reprezentant regional al comisarului locuințelor pe plan de Reich Robert Ley) precum ca însarcinatul regional al "comisarului pentru întărirea națiunii germane (Reichskommissar für die Festigung deutschen Volkstums - RKF)", din data de 6 aprilie 1942 și ca "însarcinatul împuternicitului general pentru muncă", Fritz Sauckel, iar din 16 noiembrie 1942 ca comisar de apărare pentru Silesia Superioară.
Cele trei lagăre de concentrare de la Auschwitz făceau parte din provincia lui Bracht. Acesta a figurat ca gazda lui Heinrich Himmler (când acela a vizitat lagărele între 16 și 17 iulie 1942) stând și la vila lui Bracht din Kattowitz. Ambii au asistat la uciderea unui transport de evrei la Auschwitz în data de 17 iulie 1942. Erau prezenți nu numai la selectarea celor apți de muncă, ci și la gazarea celoralți și la scoaterea cadavrelor din camera de gazare. Împreună cu șeful suprem al SS-ului Bracht s-a aflat și la lagărul de la Auschwitz-Monowitz. În calitatea sa de comisar de apărare a emis directive pentru evacuarea deținuților ca și a prizonierilor de război pe data de 21 decembrie 1944 armata sovietică aflându-se din ce în ce mai aproape. Pe baza acestor directive s-au organizat marșurile morții: SS-ul i-a împins pe deținuții flămânzi spre apus.
Din data de 25 septembrie 1944 Bracht a fost numit și șef al "Volkssturm"-ului din cadrul provinciei lui. În timpul înaintării Armatei Roșii, probabil pe 24 ianuarie 1945, Bracht s-a retras în localitatea Neiße. Măsuri de evacuare pentru populația civilă au fost respinse de el cu puțin timp înainte. Din Neiße s-a deplasat la Bad Kudowa (Silesia Inferioară) să scape acolo cu permisiunea lui Hitler sau a lui Bormann de tuberculoză. Cu foarte puțină vreme înaintea intrării rușilor în localitate, Bracht s-a sinucis acolo împreună cu soția sa, înghițind capsule cu acid albastru.